# Woodson (Texas)
Woodson è una città degli Stati Uniti d'America, situata nello Stato del Texas, nella Contea di Throckmorton.